# ي
ي(아랍어: ﻳﺎء, 야)는 아랍 문자의 스물 여덟번째 글자로, 음가는 경구개 접근음 /j/이다.
| 단어에서의 위치: | 독립형 | 어미형 | 어중형 | 어두형 |
| ---------------- | ------ | ------ | ------ | ------ |
| 문자 형태:       | ي‎      | ـي‎     | ـيـ‎    | يـ‎     |

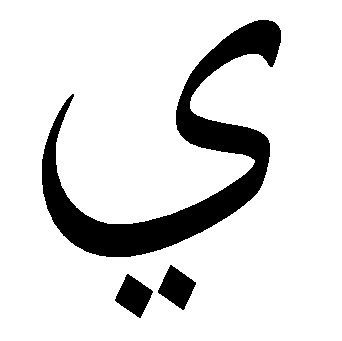

밑에 점이 붙지 않는 ى (알리프 마끄수라)와는 다른 문자이다.

## 관련 문자
파슈토어에서는 ي에 부호를 붙혀 파생된 문자들이 존재한다:
- ي‏ (U+064A)
- ی‏ (U+06CC)
- ې‏ (U+06D0)
- ئ‏ (U+0626)
- ۍ‏ (U+06CD)